# Dánské královské námořnictvo
Dánské královské námořnictvo (dánsky: Kongelige Danske Marine či zkráceně Søværnet) je námořní složkou ozbrojených sil Dánska. Je součástí Severoatlantické aliance. Mezi jeho hlavní úkoly patří kontrola a obrana teritoriálních vod Dánska, Grónska a Faerských ostrovů. Dále se zabývá sledováním, pátráním a záchranou v případě nouze, či se účastní mezinárodních misí.
Lodě používají prefix KDM (za Kongelige Danske Marine).

## Složení

### Fregaty

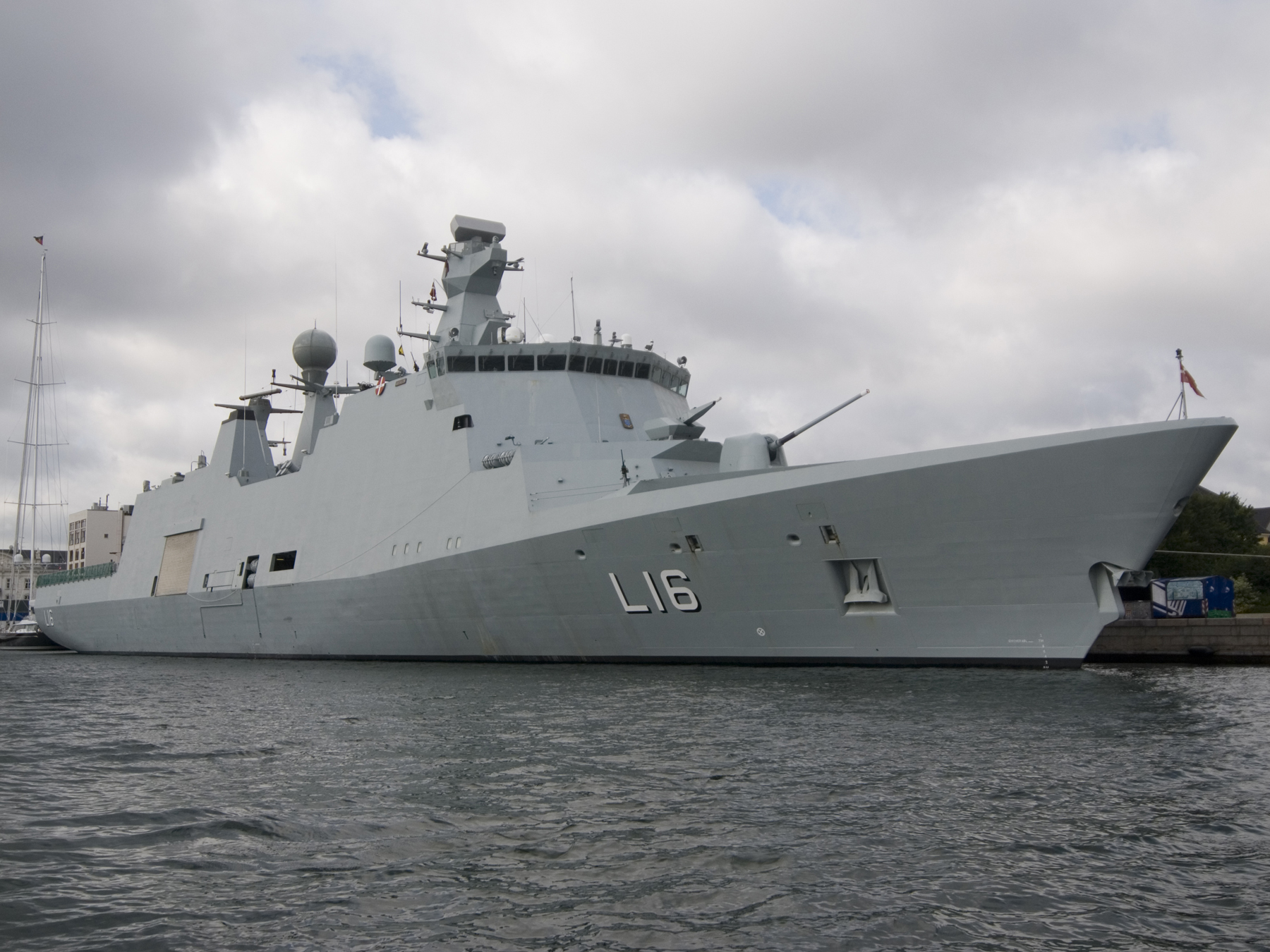
Absalon

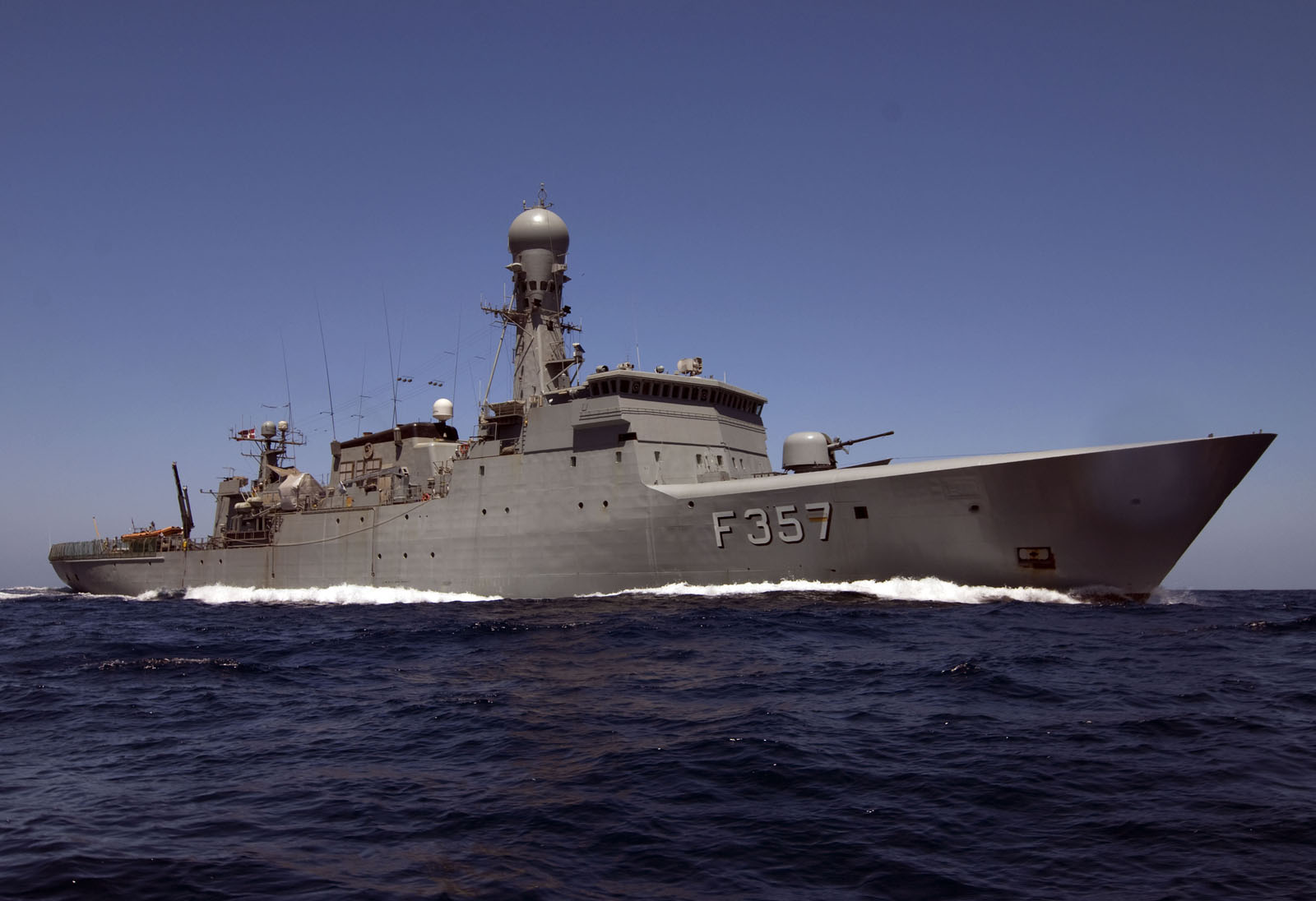
Thetis

- Třída Absalon
  - Absalon (F341)
  - Esbern Snare (F342)

- Třída Iver Huitfeldt
  - Iver Huitfeldt (F361)
  - Peter Willemoes (F362)
  - Nils Juel (F363)

- Třída Thetis
  - Thetis (F357)
  - Triton (F358)
  - Vædderen (F359)
  - Hvidbjørnen (F360)

### Hlídkové lodě

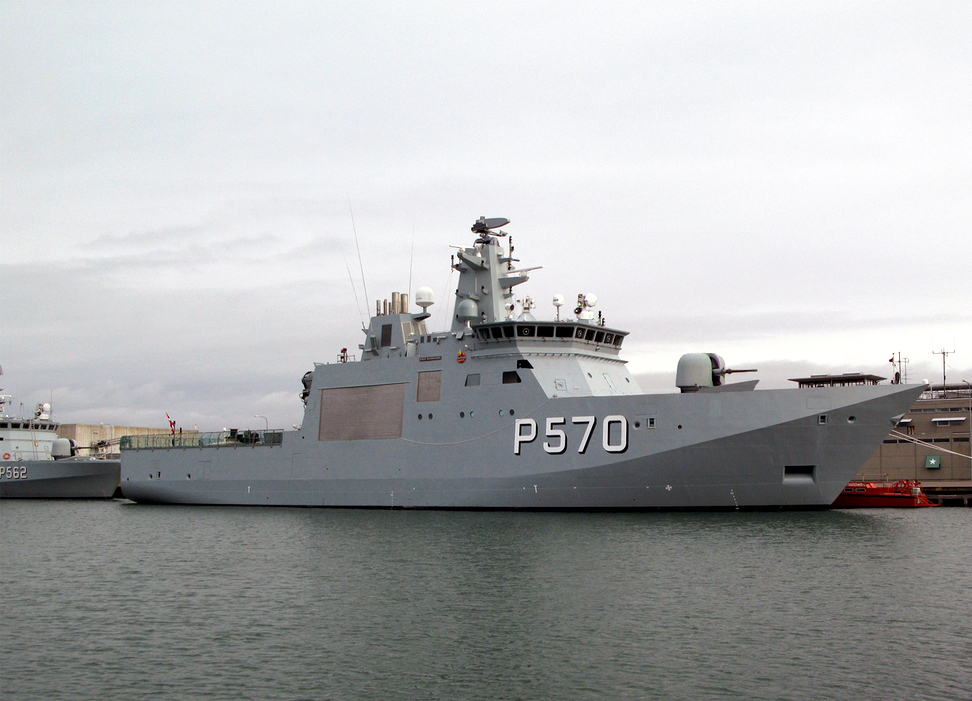
Knud Rasmussen

- Třída Knud Rasmussen
  - Knud Rasmussen (P570)
  - Ejnar Mikkelsen (P571)
  - Lauge Koch (P572)

- Třída Diana (6 ks)

- Watercat 2000 Patrol (2 ks)

### Pomocné lodě
- Třída Holm (6 ks) – víceúčelová plavidla
- Třída Flyvefisken
  - Søløven (P563) – podpůrná loď potápěčů

- Dannebrog (A540) – královská jachta

## Plánované akvizice
Dánsko v roce 2025 v souvislosti s výhrůžkami amerického prezidenta Trumpa ohledně Grónska rozhodlo o stavbě tří modulárních hlídkových plavidel, kterými nahradí fregaty třídy Thetis a posílí svou přítomnost v Arktidě.